# Geschützter Landschaftsbestandteil Waldwiesen Selbecker Bach

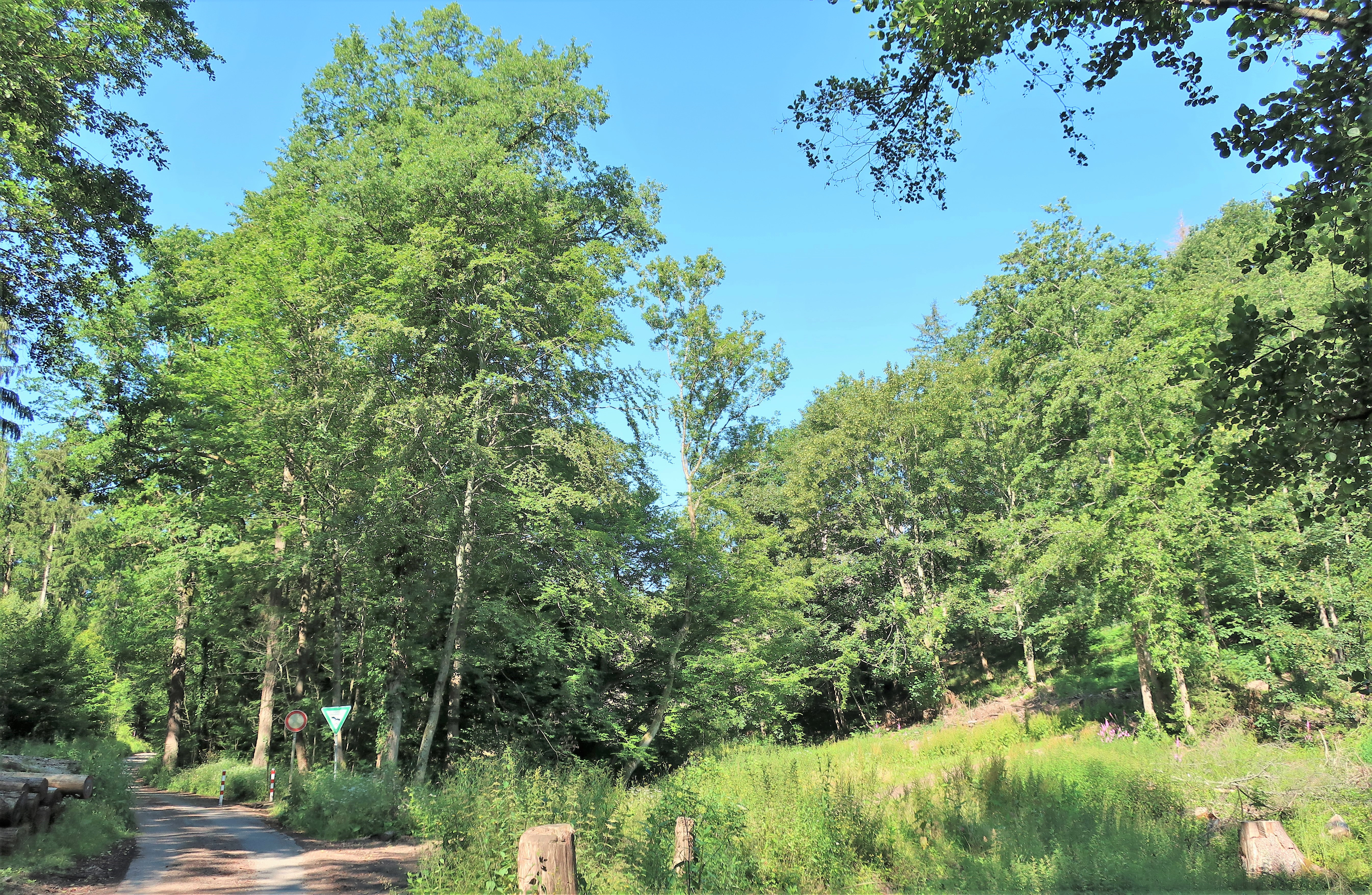
Geschützter Landschaftsbestandteil Waldwiesen Selbecker Bach

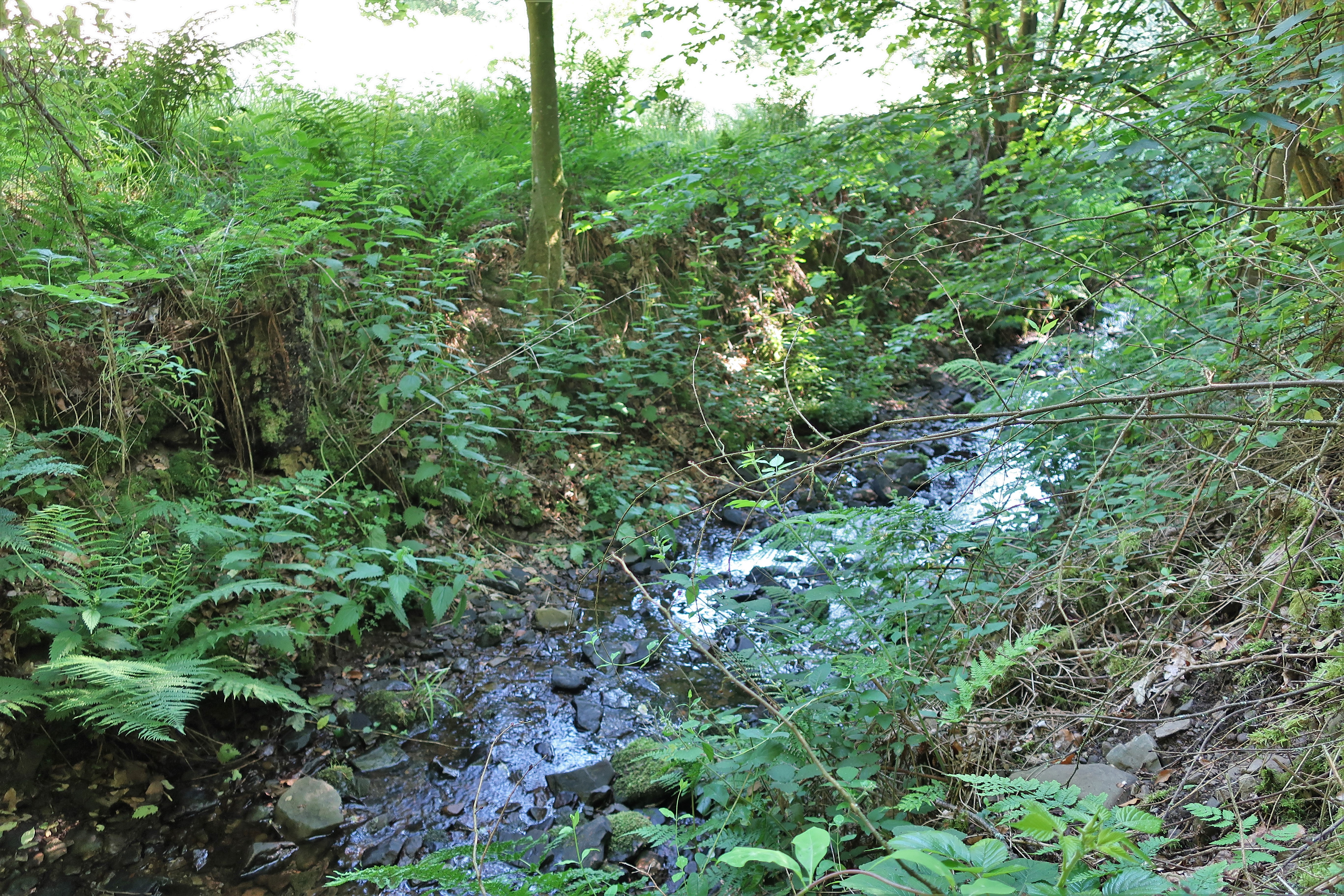
Oberlauf des Selbecker Baches

Der Geschützte Landschaftsbestandteil Waldwiesen Selbecker Bach mit einer Flächengröße von 3,01 ha liegt auf dem Gebiet der kreisfreien Stadt Hagen in Nordrhein-Westfalen. Der LB wurde 1994 mit dem Landschaftsplan der Stadt Hagen vom Stadtrat von Hagen ausgewiesen.

## Beschreibung
Beschreibung im Landschaftsplan: „Der Landschaftsbestandteil liegt am Oberlauf des Selbecker Baches. Es handelt sich um drei Wiesenparzellen inmitten eines ausgedehnten Waldgebietes.“

## Schutzzweck
Laut Landschaftsplan erfolgte die Ausweisung „zur Sicherung der Leistungsfähigkeit des Naturhaushalts durch Erhalt der Biotopvielfalt in Waldgebieten, insbesondere eines Nahrungsbiotops für Vögel, Insekten und Kleinsäuger und zur Belebung und Pflege des Landschaftsbildes durch Erhalt der Vielfalt an Landschaftselementen in Erholungsräumen.“